# ІМТ (Белград)
«ІМТ» (серб. ФК ИМТ) — сербський футбольний клуб, який базується у громаді Новий Белград. Клуб грає у Сербській Суперлізі, найвищій футбольній лізі Сербії.

## Історія
Клуб заснований у 1953 році як футбольна команда заводу сільськогосподарської техніки. У сезоні 1986—1987 років клуб виграв Белградську зональну лігу, та піднявся до четвертого рівня югославського футболу.
Після перемоги в Белградській зональній лізі у 2014 році клуб отримав підвищення до Сербської ліги Белграда. Протягом наступних 6 сезонів клуб грав у третьому дивізіоні сербського футболу. У перерваному через COVID-19 сезоні 2019—2020 клуб фінішував на першому місці, та здобув підвищення до Першої ліги Сербії, вийшовши до другого футбольного рівня вперше в історії. У сезоні 2022—2023 років клуб виграв першу лігу, та вийшов до Суперліги.

## Титули
- Переможець Першої ліги Сербії (1): 2022—2023